# João José de Oliveira Junqueira Júnior
João José de Oliveira Junqueira (Salvador, 10 de março de 1832 — 9 de novembro de 1887) foi um magistrado e político brasileiro.
Filho do senador João José de Oliveira Junqueira, ministro do Supremo Tribunal de Justiça.
Formado em Direito pela Faculdade de Recife, em 1851, dedicou-se à carreira da magistratura, ficando juiz de direito avulso por ter preferido se dedicar à política. Era militante do Partido Conservador.
Após exercer alguns mandatos como deputado provincial, foi eleito suplente do deputado geral Luís Antônio Pereira Franco na 10.ª Legislatura (1857-1860), substituindo-o na sessão de 1859 e na de 1860, até 24 de junho. Foi eleito deputado titular pela Bahia nas duas legislaturas seguintes. Não se reelegeu na 13.ª por estar no domínio o Partido Liberal, voltou na 14.ª, governando o Partido Conservador, e continuou fazer parte da Câmara até ser nomeado senador, em 1873.
Foi presidente das províncias do Piauí, de 10 de junho de 1857 a 30 de dezembro de 1858, do Rio Grande do Norte, de 4 de outubro de 1859 a 28 de abril de 1860, e de Pernambuco, de 27 de outubro de 1871 a 10 de junho de 1872.
Voltando de Pernambuco, e abrindo-se, em 7 de março, presidido pelo Visconde do Rio Branco (ver Gabinete Rio Branco), a vaga de Ministro da Guerra pela demissão do Conselheiro Domingos José Nogueira Jaguaribe, Junqueira foi nomeado para ocupá-la e, novamente, no Gabinete Cotegipe.
Com o falecimento do Visconde de São Lourenço, em setembro de 1872, abriu-se uma vaga no Senado do Império, e Junqueira figurou na lista tríplice dos possíveis substitutos, junto com Luís Antônio Pereira Franco e Inocêncio Marques de Araújo Góis. A escolha do Imperador recaiu sobre Junqueira, que tomou posse do Senado em 17 de março de 1873.
Faleceu na Corte, aos 55 anos de idade.
Era fidalgo da Casa Imperial, grã-cruz da Ordem de Nosso Senhor Jesus Cristo, oficial da Imperial Ordem da Rosa, cavaleiro da Ordem de São Gregório Magno, de Roma, e grã-cruz da Ordem da Coroa da Itália.